# Pleasant Hills (Pennsilvània)
Pleasant Hills és una població dels Estats Units a l'estat de Pennsilvània. Segons el cens del 2000 tenia 8.397 habitants.

## Demografia
Segons el cens del 2000, Pleasant Hills tenia 8.397 habitants, 3.422 habitatges, i 2.405 famílies. La densitat de població era de 1.191,9 habitants/km².
Dels 3.422 habitatges en un 28,2% hi vivien nens de menys de 18 anys, en un 61,3% hi vivien parelles casades, en un 7% dones solteres, i en un 29,7% no eren unitats familiars. En el 26,9% dels habitatges hi vivien persones soles el 15,2% de les quals corresponia a persones de 65 anys o més que vivien soles. El nombre mitjà de persones vivint en cada habitatge era de 2,42 i el nombre mitjà de persones que vivien en cada família era de 2,96.
Per edats la població es repartia de la següent manera: un 22% tenia menys de 18 anys, un 5,7% entre 18 i 24, un 25,3% entre 25 i 44, un 26,4% de 45 a 60 i un 20,5% 65 anys o més.
L'edat mediana era de 43 anys. Per cada 100 dones de 18 o més anys hi havia 87,8 homes.
La renda mediana per habitatge era de 50.289 $ i la renda mediana per família de 60.752 $. Els homes tenien una renda mediana de 44.300 $ mentre que les dones 31.881 $. La renda per capita de la població era de 25.083 $. Entorn del 2,5% de les famílies i el 3,6% de la població estaven per davall del llindar de pobresa.

## Poblacions properes
El següent diagrama mostra les poblacions més properes.